# Un drame en mer
Pour plus de détails, voir Fiche technique et Distribution.
Un drame en mer (The Storm Daughter) est un film muet américain réalisé par George Archainbaud et sorti en 1924.

## Fiche technique
- Titre original : The Storm Daughter
- Réalisation : George Archainbaud
- Scénario : Leete Renick BrownEdward, J. Montagne
- Photographie : Jules Cronjager
- Production : Universal Pictures
- Genre : Drame
- Durée : 60 minutes
- Dates de sortie : 
  - États-Unis : 23 mars 1924
  - France : 31 octobre 1924

## Distribution
- Priscilla Dean : Kate Masterson
- Tom Santschi : Morgan
- William B. Davidson : Rennert
- J. Farrell MacDonald : Con Mullaney
- Cyril Chadwick : Le Duc
- Bert Roach : Olaf Swensen
- Alfred Fisher : Hoskins
- George Kuwa : Ah Sin
- Harry Mann : Izzy